# Narvalina domingensis
Narvalina domingensis là một loài thực vật có hoa trong họ Cúc. Loài này được (Cass.) Less. mô tả khoa học đầu tiên năm 1832.